# Верба Старке
Верба́ Ста́рке (Salix starkeana) — реліктова багаторічна рослина родини вербових. Вид занесений до Червоної книги України у статусі «вразливий». Технічна, медоносна та декоративна культура.

## Опис
Листопадний кущ заввишки 30–150 см, нанофанерофіт. Гілля розлоге. Гілки вкриті темно-бурою або буро-червоною корою, молоді — запушені. Під корою деревина злегка борозенчаста. Бруньки голі, яйцеподібні, гострі, жовті або бурі. Прилистки виражені лише на добре розвинених пагонах, вони косо-яйцеподібні, зубчасті, завдовжки до 1 см. Листкові черешки 0,5–1 см завдовжки. Листки яйцеподібні, обернено-яйцеподібні або еліптичні, з коротко загостреними верхівками, цілокраї або зубчасті, зверху зелені, знизу свинцево-сизі, у зрілому стані голі, 2–6 см завдовжки, 2–4 см завширшки.
Суцвіття — циліндричні, тонкі, нещільні сережки завдовжки 2–6 см. Приквіткові луски жовтуваті, зрідка на верхівці темні. Тичинок дві, вони вільні, голі, з жовтими пиляками. Зав'язь шовковиста, на довгій ніжці. Стовпчик короткий, приймочки з короткими відхиленими назовні лопатями. Плід — коротко-пухнаста зелена коробочка завдовжки 4–8 мм.

## Екологія
Рослина вологолюбна, дуже морозостійка, віддає перевагу зонам з діапазоном мінімальних середньорічних температур від −28,8 °C до −26 °C. Полюбляє відкриті місцини, але добре переносить легкий затінок, росте на свіжих ґрунтах. Еколого-ценотична амплітуда цього виду доволі широка — верба Старке зростає на торфовищах, вологих низинних і заплавних луках, евтрофних і мезотрофних болотах, узліссях, осипах, серед чагарників, біля струмків, в світлих лісах і, навіть, у лучних степах. Найбільша висота, на якій знайдено зарості цього виду, становить 1250 м.
Цвітіння триває з квітня по червень, плоди дозрівають у червні. Розмножується насінням і вегетативно. Верба Старке утворює міжвидові гібриди з вербою попелястою, вушкатою, розмаринолистою, чорничною.

## Поширення
Верба Старке розповсюджена на теренах Скандинавії, Центральної та Східної Європи, Монголії, Сибіру і Приморського краю Росії. Через Україну проходить південна межа ареалу: ця рослина трапляється спорадично у Поліссі, Передкарпатті, Карпатах, Розточчі, Опіллі, зрідка — у лісостепових районах.

## Значення і статус виду
Зменшення чисельності виду спричинене осушенням боліт, надмірним випасанням худоби, випалюванням, будівництвом, розробкою торфовищ. В Україні охороняється у Деснянсько-Старогутському та Шацькому національних парках, заповіднику «Розточчя», заказнику «Верхобузькі болота». За межами України охорона здійснюється у Німеччині, в цій країні верба Старке занесена до Червоної книги землі Баден-Вюртемберг.
Верба Старке використовується в господарстві рідко. З гілок рослини добувають дубильні речовини, під час цвітіння вона є добрим джерелом нектару і пилку для бджіл, іноді її висаджують як декоративний чагарник.

## Синоніми
| - Salix depressa L. - Salix foliosa Afzel. ex Koch - Salix livida Wahlenb. - Salix malifolia Besser - Salix sphacelata Sommerf. ex Rchb. | - Salix starkeana var. livida (Wahlenb.) Y.L. - Salix sturneana Andrz. ex Trautv. - Salix uliginosa Starke ex Willd. - Salix vagans Anderss. - Vimen starkeana (Willd.) Raf. |